# Thrill Kill
Thrill Kill è un picchiaduro a incontri tridimensionale per PlayStation sviluppato dalla Paradox Development: per sviluppare tale gioco (che inizialmente doveva essere basato sul gioco Maya del tlachtli) ci vollero ben 4 anni.
Ai primi stadi dello sviluppo, Thrill Kill doveva chiamarsi S & M (Slaughter & Mutilation, macello e mutilazione). 
Il gioco avrebbe dovuto essere pubblicato dalla Virgin Interactive, ma, in seguito all'acquisizione di quest'ultima da parte della Electronic Arts nel 1998, la pubblicazione venne annullata e sono entrate in circolazione solo copie pirata.
Il termine "thrill kill" viene usato in lingua inglese per indicare un omicidio o animalicidio che viene commesso da persone mentalmente stabili per la sola eccitazione di uccidere.

## Modalità di gioco
Il gioco consta di una stanza quadrata in 3D, dove dai due ai quattro lottatori si sfidano fino alla morte.
Ciascun lottatore, anziché una lifebar che diminuisce man mano che subisce colpi, possiede una kill bar, inizialmente vuota, che si accresce man mano che sferra attacchi: quando la kill bar si riempie, il lottatore viene colpito da fulmini e può sferrare una Thrill Kill, che gli consente di uccidere uno degli altri lottatori, similmente alle fatality di Mortal Kombat. La Thrill Kill è uguale se il lottatore da uccidere non è l'unico presente nella stanza (spiaccicamento contro un muro, contro il soffitto - con tanto di pioggia di sangue - o serie mortale di colpi); nei combattimenti 1 vs. 1, oppure se rimangono solo due sfidanti nella stanza, la Thrill Kill è differente per ciascun personaggio.
Il motore grafico del gioco fu in seguito riutilizzato per i seguenti giochi:
- Wu-Tang: Shaolin Style, pubblicato nell'ottobre 1999 da Activision e basato sul gruppo rap Wu-Tang Clan
- X-Men: Mutant Academy e X-Men: Mutant Academy 2
- Rock 'Em Sock 'Em Robots Arena

## Trama
I giocatori sono in realtà le anime di otto persone morte e scese all'Inferno; quest'ultimo è ben lontano dall'inferno dantesco, ma una copia deviata del mondo moderno. 
Ciascun personaggio è la manifestazione fisica delle perversioni e dei vizi che aveva in vita.
Marukka, il dio dei segreti, annoiatosi della solita routine, decise che sarebbe stato divertente mettere queste anime le une contro le altre; il vincitore avrebbe poi duellato con il dio. Premio in palio: la reincarnazione e una nuova vita terrena.

## Personaggi
La storia personale di ogni personaggio venne rilasciata dai creatori del gioco.

### Personaggi ordinari
- Belladonna: casalinga e bibliotecaria di Savannah, Georgia, scoprì che il marito aveva una relazione con sua sorella. Impazzendo e scoprendo di avere una personalità di dominatrice, li uccise entrambi con un taser, che poi sarà la sua arma nel gioco. Morì suicida fulminandosi con lo strumento nella vasca da bagno, ma la sua morte verrà accreditata come "accidentale". È il personaggio più sessualmente esplicito del gioco, nella versione originale gemeva eccitata a inizio round e poteva eseguire una terza uccisione, la 'Go Down' Thrill Kill, che dà l'impressione che pratichi del sesso orale all'avversario, ma con un cambio d'inquadratura della telecamera si scoprirà fargli solletico ai piedi con una piuma. Il suo video finale la vede prepararsi per accogliere fatalmente il marito.
- Cleetus: un cannibale redneck del Kentucky, combatte con una gamba mozzata da una delle sue vittime precedenti. Morì di fame quando restò affetto da tenia. Anche lui venne modificato nella versione censurata del gioco, originalmente quando mordeva la gamba il sangue sprizzava da essa e si sentiva un rumore come di carne strappata (che poi venne sostituito con uno "yummy"). Il suo video finale lo vede buttare un ispettore sanitario dentro una delle sue macchine affettatrici del suo macello, non entusiasta della sua recensione negativa. Sognerà di commercializzarne la carne (dell'ispettore) attraverso il televisore.
- Dr. Faustus: folle chirurgo plastico di Los Angeles, ha volutamente sfigurato molti dei suoi pazienti. È armato di bisturi e presenta dei denti di metallo innestati alla bocca simili ad una trappola per orsi. Tale innesto gli arrecherà un'infezione che lo porterà alla morte. Il suo video finale lo mostra sfigurare e/o uccidere un paziente.
- Mammoth: un essere ferale e gigantesco simile ad un gorilla, era precedentemente un impiegato delle poste, Covington, Indiana. Veniva soprannominato "Mammut" per via della sua stazza. Quando venne licenziato lo assalì una furia omicida, facendo strage di colleghi e clienti. Morì suicida sparandosi. La sua storia è un riferimento al termine slang statunitense "Going Postal", derivato da una serie di incidenti del 1983 da parte di impiegati delle poste statunitensi che improvvisamente impazzirono e compirono omicidi di massa indiscriminati. Nel suo video finale fa a pezzi un'anziana e il suo cane.
- Oddball: un criminale pazzo di Belfast, Maine, schedato dall'FBI dopo che per un lungo periodo commise omicidi seriali. Nelle sue skin appare in camicia di forza, con le mani legate dietro la schiena o con le braccia amputate, per cui si affida a testa, torso e piedi per combattere. Morì ucciso dal suo protettore. Il suo video finale lo mostra impazzire dopo aver assistito all'esecuzione di un criminale.
- The Gimp: disponibile solo in modalità practice dopo aver eseguito le mosse dei personaggi, si tratta di un "manichino di addestramento" con indosso un completo bondage e masochista. Non è giocabile.
- The Imp: un nano dipendente del Governo statunitense di Albany, New York. Soffre di un complesso di Napoleone, molto violento e suscettibile riguardo alla sua statura, per questo se ne va in giro sui trampoli. Morirà per complicazioni dovute ad una amputazione chirurgica delle gambe, per potersi innestare i trampoli. Nel suo video finale lo si vede sognare di diventare Presidente.
- Tormentor: un giudice, in realtà sadico vigilante di Phoenix, Arizona, armato di catena. Fu condannato a morte per sedia elettrica poiché assolveva i criminali nella sua corte, in modo da poterli segretamente torturare e uccidere di persona. Il suo video finale lo mostra torturare un criminale da lui rilasciato.
- Violet: la più giovane tra i personaggi, una contorsionista circense originaria dell'Austria. Ha sviluppato un profondo odio per gli uomini dopo aver ucciso un molestatore che l'ha aggredita in camerino dopo la sua performance. Morta per lesioni interne quando il suo midollo spinale le si spezzò. Il suo video finale la vede uccidere un uomo con le proprie membra davanti a tutti gli spettatori durante uno spettacolo.

### Sub-Boss
- Cain: sub boss sbloccabile, è un piromane ricoperto di fiamme, è in grado di evocare il fuoco. Morto probabilmente bruciato durante l'innesco di uno dei suoi incendi dolosi, come si può evincere dal suo video finale.
- Judas: sub boss sbloccabile, si tratta di due gemelli siamesi, nati senza gambe e congiunti al bacino. Uno di loro cammina sulle proprie mani, mentre l'altro combatte a mani nude. Probabilmente morti a causa della loro deformità. Il loro video finale mostra la loro nascita e la morte violenta della madre durante il parto. Somigliano a Ken e Ryu della serie Street Fighter.

### Boss Finale
- Marukka: boss finale sbloccabile, è una divinità demoniaca infernale, si presenta alata e con fattezze femminili, ed è responsabile del torneo tra le anime dannate. Chi lo sconfiggerà riceverà la reincarnazione e tornerà nuovamente in vita. Non può essere giocato in versione arcade.

## Ambienti
I vari ambienti dove si affrontano i lottatori sono chiamati Prigioni.

### Ambienti ordinari
- Camera delle torture (Chamber of Anguish)
- Forno Crematorio (Crematorium)
- Luogo del delitto (Homicide Avenue)
- Manicomio (Insane Asylum)
- Orinatoio (The Lavatory)
- Fogna dello Stige (Sewer of Styx)
- La cella dei peccatori (Sinner's Cell)
- Mattatoio (Slaughterhouse of Flesh)

### Ambienti sbloccabili
- Rovine sacrificali (Sacrificial Ruins)
- La gabbia di Dante (Dante's Cage)
- Practice Mode Arena

## Problemi di censura
Con l'acquisizione della Virgin Interactive da parte della Electronic Arts, il gioco venne censurato perché pieno di violenza fine a sé stessa e ritirato dal mercato poiché avrebbe potuto danneggiare l'immagine della casa pubblicatrice.
Nel gioco, infatti, erano presenti (oltre agli ambienti assai macabri) personaggi con handicap o con arti amputati, oltre a mosse dai significati esplicitamente sessuali (come Bitch slap, Swallow this) e costante presenza di sangue e violenza gratuiti.
La EA, inoltre, si rifiutò di vendere il gioco ad altre case per farlo pubblicare con altre etichette ma coloro i quali lavorarono alla creazione misero ugualmente Thrill Kill in circolazione nella rete assieme a varie versioni beta.
Prima ancora del ritiro dai negozi, il gioco aveva già avuto problemi con la censura: il personaggio di The Imp doveva inizialmente chiamarsi "Senator Lieberman", ma a causa di un'omonimia (che suonava un po' come uno sfottò diretto) con un senatore statunitense il nome fu sostituito, mentre Belladonna doveva vestire in perizoma e muoversi più languidamente.
Attualmente vi sono 4 versioni del gioco:
- La versione incensurata, quella originale e rara, presenta un filmato di apertura e tutti i filmati finali dei personaggi e i brani musicali. Belladonna può eseguire il 'Go Down' Thrill Kill e si strofina e geme a inizio round, mentre Cleetus morde la gamba facendola sanguinare e si sente il rumore dello strappo della carne.
- La versione censurata, simile a quella incensurata, ma Belladonna non esegue la 'Go Down' e ride mentre si strofina, e quando Cleetus morde la gamba questa non sanguina e il rumore originale è stato sostituito con uno "yummy".
- Le versioni beta, che sono due, entrambe povere di contenuti. La prima manca totalmente di video e ha solo 5 brani musicali, la seconda non presenta filmato d'apertura, brano musicale e i video finali sono mancanti o incompleti.